# Autoroutes Esterel-Côte d'Azur
 (février 2019).
ESCOTA (Autoroutes Esterel-Côte d'Azur) est une société de Vinci Autoroutes. Fondée en 1956, ESCOTA est la plus ancienne des sociétés françaises d’autoroutes à péage. Elle gère actuellement 459 km d’autoroutes : l'A8 d'Aix-en-Provence à Menton ainsi que son annexe l'A500 (bretelle de Monaco), l'A50 de Aubagne à Toulon, l'A51 de Venelles à Tallard, l'A52 de La Barque (Fuveau) à Aubagne, l'A57 de La Farlède au Luc et l'A520 au nord d'Aubagne vers la N560.
Elle est aussi la première société d'autoroutes en France à avoir introduit le télébadge (ou télépéage), sur l'A50 en 1992.
Sa concession prendra fin le 29 février 2032.

## Histoire
- 1956 : l'État décide de concéder la section de Puget-sur-Argens à Mandelieu-la-Napoule (lieu-dit Barbossi) (sorties 37 à 40 de l'A8). Cette décision est une première en France, elle marque la création de la Société des autoroutes Estérel-Côte d'Azur. Commence alors le chantier de la future Autoroute Esterel-Côte d'Azur qui doit relier Fréjus à Cagnes-sur-Mer.
- 1961 : ouverture de la section entre Puget et Mandelieu (mars) puis de Mandelieu à Villeneuve-Loubet (juillet).*
- 1963 : création des premières formules d’abonnements pour poids lourds.
- 1966 : cette première autoroute prend le nom d'A8 à la suite de la réforme du classement des voiries du même type.
- 1969 : ouverture de l'A53 de Roquebrune à Menton puis à l'Italie sur une seule chaussée à deux voies. Elle est également payante et n'est autorisée au trafic des poids-lourds que l'année suivante, où elle est enfin doublée.
- 1972 : l'A8 est prolongée à Le Luc.
- 1973 : l'A8 prend le second nom de La Provençale à la suite d'un concours lancé par les autorités, destiné à baptiser ces voies en complément de leur numérotation usuelle.
- 1992 : naissance du premier système de télépéage sur l'A50, aux gares de péage de La Ciotat et Bandol, qui sont en système ouvert. Ce badge, le précurseur du badge Liber-t qui permet actuellement d'emprunter toutes les autoroutes concédées françaises, pouvait seulement être utilisé dans ces deux gares.
- 1994 : Escota devient filiale d'ASF.
- 2001 : application de la TVA sur les péages et simplification de la classification des véhicules. (ordonnance du 28 mars) Réforme des statuts des sociétés concessionnaires d’autoroutes : fin de l’adossement (financement des nouveaux tronçons avec le produit des péages perçus sur les sections en service) et systématisation des appels d’offres européens pour les nouvelles autoroutes à construire.
- 2005 : privatisation du secteur autoroutier. L’État choisit le groupe Vinci comme repreneur du Groupe ASF (et donc de sa filiale ESCOTA).
- 2009 : naissance de Vinci Autoroutes
- 2010 : signature du Paquet vert autoroutier. Les sociétés de Vinci Autoroutes s’engagent à investir 750 millions d’euros dans la requalification environnementale des sections les plus anciennes.
- 2011 : Radio Trafic FM devient Radio Vinci Autoroutes Sud.

## Le réseau Escota
459 km
- 22 aires de service
- 19 aires de repos
- 23 tunnels
- 50 viaducs
- 140 panneaux à messages variables
- 686 000 clients par jour en moyenne (2012)
- 1285 salariés (2012)